# Rocio
A Rocio a sugarasúszójú halak (Actinopterygii) osztályának sügéralakúak (Perciformes) rendjébe, ezen belül a bölcsőszájúhal-félék (Cichlidae) családjába tartozó nem.

## Előfordulásuk
A Rocio-fajok Mexikóban és Közép-Amerika északi felén fordulnak elő.

## Rendszerezés
A nembe az alábbi 4 faj tartozik:
- Rocio gemmata Contreras-Balderas & Schmitter-Soto, 2007
- Rocio ocotal Schmitter-Soto, 2007
- Rocio octofasciata (Regan, 1903) - típusfaj
- Rocio spinosissima (Vaillant & Pellegrin, 1902)